# 波風サテライト
「波風サテライト」（なみかぜサテライト）は、シュノーケルの楽曲。2006年1月1日にSME Recordsより2枚目のシングルとして発売された。

## 概要
前作『大きな水たまり』より2ヶ月ぶりのリリース。
表題曲「波風サテライト」は、自身初のアニメタイアップ曲。シュノーケルのアルバム作品の他、オムニバス盤にも多く収録されており、シュノーケルのシングル作品で最も収録された作品が多い楽曲である。
ミュージック・ビデオの監督は上田大樹。
歌詞カードのイラストは、香葉村多望によるもの。
本作からバンド初のバンドスコア『「大きな水たまり/波風サテライト」+2』が2006年2月17日に発売された。このバンドスコアには、シングル『大きな水たまり』『波風サテライト』の収録曲の他、インディーズ盤『ソラカラフル』収録の「レコード」「空穴」も収録されている。

## 収録曲
| 全作詞・作曲: 西村晋弥。 |                     |           |            |                         |      |
| #                        | タイトル            | 作詞      | 作曲・編曲 | 編曲                    | 時間 |
| 1.                       | 「波風サテライト」  | 西村晋弥  | 西村晋弥   | シュノーケル 上田ケンジ | 4:12 |
| 2.                       | 「JUSTICE」         | 西村晋弥  | 西村晋弥   | シュノーケル 河野圭     | 3:23 |
| 3.                       | 「SSAW Japan Tour」 | 西村晋弥  | 西村晋弥   | シュノーケル tasuku     | 3:49 |
| 合計時間:                | 合計時間:           | 合計時間: | 11:24      |                         |      |

## 曲の解説
1. 波風サテライト
テレビ東京系アニメ『NARUTO -ナルト-』第7期オープニングテーマ[注 1]。
自主制作盤『シュノーケル』収録曲の「さいごのチュウ」のリメイク作品[3]。シュノーケルのライブの定番曲となっており、ライブ終盤で演奏されることが多い。
香葉村は「情熱と迷い、強さと弱さといった、思春期の疾風怒濤のような感じを、いろんな音を混ぜることで表現できたと思う」とし、山田は「バンドの強さや激しさがありながらも、その裏にある切なさや悲しさの方でもその強さや激しさが表現できればと思いながら演奏していた」と語っている[4]。
2008年7月に開催されたBase Ball Bear、チャットモンチーとの「若若男女サマーツアー'08」にて、Base Ball Bearによってカバーされた[5]。
2020年8月16日に配信された西村のSHOWROOMで、本作の演奏を西村一人で行う企画が行われた[6][7]。
2. JUSTICE
歌詞には「ジョン・レノン」「ノストラダムス」といった実在の人物の名前が出てくる。
楽曲について西村は、「人間は世界平和を祈りながらも、日常の些細なことに腹を立てるというところが、この曲の人間味だと思う。」と語っている[4]。
アルバム未収録。
3. SSAW Japan Tour
旅するバンドを歌った楽曲。タイトルの「SSAW」は、春夏秋冬の頭文字（Spring Summer Autumn Winter）から取られている[4]。
アルバム未収録。

## 参加ミュージシャン
- 西村晋弥：ボーカル、ギター
- 香葉村多望：ベース
- 山田雅人：ドラムス
- 十川知司：アコースティックピアノ・プログラミング（＃1）
- 河野圭：プログラミング（＃2）
- tasuku：プログラミング（＃3）

## タイアップ
- テレビ東京系アニメ『NARUTO -ナルト-』第7期オープニングテーマ[注 1]（＃1）

## 収録アルバム
波風サテライト
- SNOWKEL SNORKEL
- NARUTO BEST HIT COLLECTION 2
- Best+
- アニソンLOVE! 紫組
- NARUTO FINAL BEST[8]

## ライブ映像作品
波風サテライト
- Best+（特典DVD）
- popcorn labyrinth（特典DVD）